# Megachile opacifrons
Megachile opacifrons là một loài Hymenoptera trong họ Megachilidae. Loài này được Pérez mô tả khoa học năm 1897.